# Індейка
Інде́йка (рос. Индейка) — село у складі Косіхинського району Алтайського краю, Росія. Входить до складу Полковниковської сільської ради.

## Населення
Населення — 8 осіб (2010; 21 у 2002).
Національний склад (станом на 2002 рік):
- росіяни — 86 %